# Грегорио Алегри
Грегорио Алегри (на италиански: Gregorio Allegri) е италиански композитор и свещеник.
Изучава музика при Джовани Мария Нанино, приятел на Палестрина. Работи в катедралата във Фермо, където композира много религиозни творби. Папа Урбан VIII харесва композициите му и го назначава на работа в Сикстинската капела в Рим. Алегри работи там от декември 1629 до смъртта си.
Творчеството му е обемно и изцяло на религиозна тематика. Някои от по-значимите творби са два тома с концерти за 5 гласа, два тома с мотети за 6 гласа, синфония на 4 гласа, 5 меси и други. Най-известното му произведение е „Мизерере“ (Miserere mei, Deus), което има десетки обработки за различни инструменти и е символ на ренесансовата религиозна музика.